# Aeroporto Metropolitano di Detroit-Contea di Wayne
L'Aeroporto Metropolitano di Detroit-Contea di Wayne (in inglese Detroit-Metropolitan Wayne County airport) (IATA:DTW, ICAO:KDTW) è un aeroporto internazionale, situato a Romulus (una zona suburbana di Detroit) in Michigan, Stati Uniti d'America. È l'aeroporto più trafficato del Michigan. Lo scalo è un hub per la Delta Air Lines e per la Spirit Airlines.

## Storia
Nel 1927 le autorità della contea di Wayne iniziarono a progettare la costruzione di un aeroporto nelle zone occidentali della regione. L'anno seguente, la contea acquistò un miglio quadrato di terreno per costruire l'impianto, che venne battezzato con il nome di Wayne County Airport, la cui costruzione venne completata nel 1929 e l'inaugurazione avvenne il 22 febbraio 1930.
Nello stesso anno, la Thompson Aeronautical Corporation, che divenne la American Airlines, iniziò un servizio dall'aeroporto, il quale accolse, dal 1931 al 1945, la Guardia nazionale del Michigan, acquisita dalla Army Air Force. Durante la guerra, l'aeroporto venne nominato anche Romolo Army Airfield. La sua pista originale è stata dismessa, sebbene alcune sue parti vengano utilizzate ancora oggi per il rullaggio degli aerei.
Negli anni fra il 1947 e il 1950, lo scalo, rinominato Detroit Wayne Airport Major, divenne il principale della città e venne notevolmente ampliato grazie all'edificazione di tre nuove piste. Durante questo periodo, venne spostato nell'aeroporto la maggior parte del traffico che arrivava sul Detroit City Airport, che fino ad allora era il principale scalo della città.
Nel corso degli anni cinquanta, la Pan Am e la BOAC iniziarono ad operare alcuni voli, ma la vera svolta avvenne nel 1958 quando anche la American Airlines decise di operare dei collegamenti dallo scalo di Wayne, seguita subito dopo da altri quattro vettori. Sempre nel 1958, il Terminal Smith venne ampliato per far fronte alla crescita dei passeggeri e all'aeroporto venne data la denominazione attuale.
Nel 1966, in seguito allo spostamento del traffico dal Willow Run al Wayne Airport, venne aperto il Davey Terminal per ospitare i nuovi passeggeri. In seguito all'incremento dei passeggeri internazionali, divenne necessaria la costruzione di un altro terminal, chiamato Michael Berry International Terminal. Nel 1984, venne aperto un hub dalla Republic Airlines, che venne ingrandito due anni dopo con la fusione di quest'ultima con la Northwest Airlines. L'anno dopo venne aperto un collegamento per Tokyo, la prima rotta transatlantica dell'aeroporto.
Nel 2001, venne completata la costruzione dell'ultima delle sei piste, in contemporanea all'ultima fase dei lavori del nuovo McNamara Terminal.
L'autorità aeroportuale, che ha previsto la crescita del traffico passeggeri fino al 67% nei prossimi 20 anni, ha pianificato l'edificazione un sistema ferroviario all'interno del sedime aeroportuale, una nuova pista e l'espansione dei terminal.

## Terminal

### Edward H. McNamara Terminal
Il McNamara Terminal, conosciuto anche come WorldGateway, è stato aperto il 25 febbraio 2002. Esso ha rimpiazzato il più vecchio Davey Terminal, che è stato un hub per la Northwest Airlines fino alla sua chiusura, avvenuta nel 2002. Il terminal è utilizzato dalla Delta Air Lines, che ne ha fatto un suo hub e dalle altre compagnie aeree facenti parte dell'alleanza SkyTeam. È suddiviso il tre atrii, A, B e C, i quali hanno 121 gates e, al centro dell'atrio A, delle gallerie commerciali e vari ristoranti. Il Terminal è attraversato dall'ExpressTram, che collega le due estremità dell'edificio in poco più di tre minuti. Il McNamara Terminal ha aperto ad ottobre 2008 un nuovo impianto di smistamento bagagli, dotato di 14 macchine a raggi X in grado di rilevare eventuali bombe all'interno delle valigie. La Northwest Airlines (ora fusa in Delta) ha dichiarato che la quantità dei bagagli smarriti è diminuita e che è aumentata la tempestività con cui arrivano al nastro trasportatore. Il terminal è direttamente collegato con un Westin Hotel, al quale possono accedere grazie a una pass anche dei semplici visitatori che non devono volare.
L'atrio A è stato adibito per ospitare i velivoli di medio e lungo raggio, mentre gli atrii B e C accolgono gli aerei regional della Delta Air Lines.

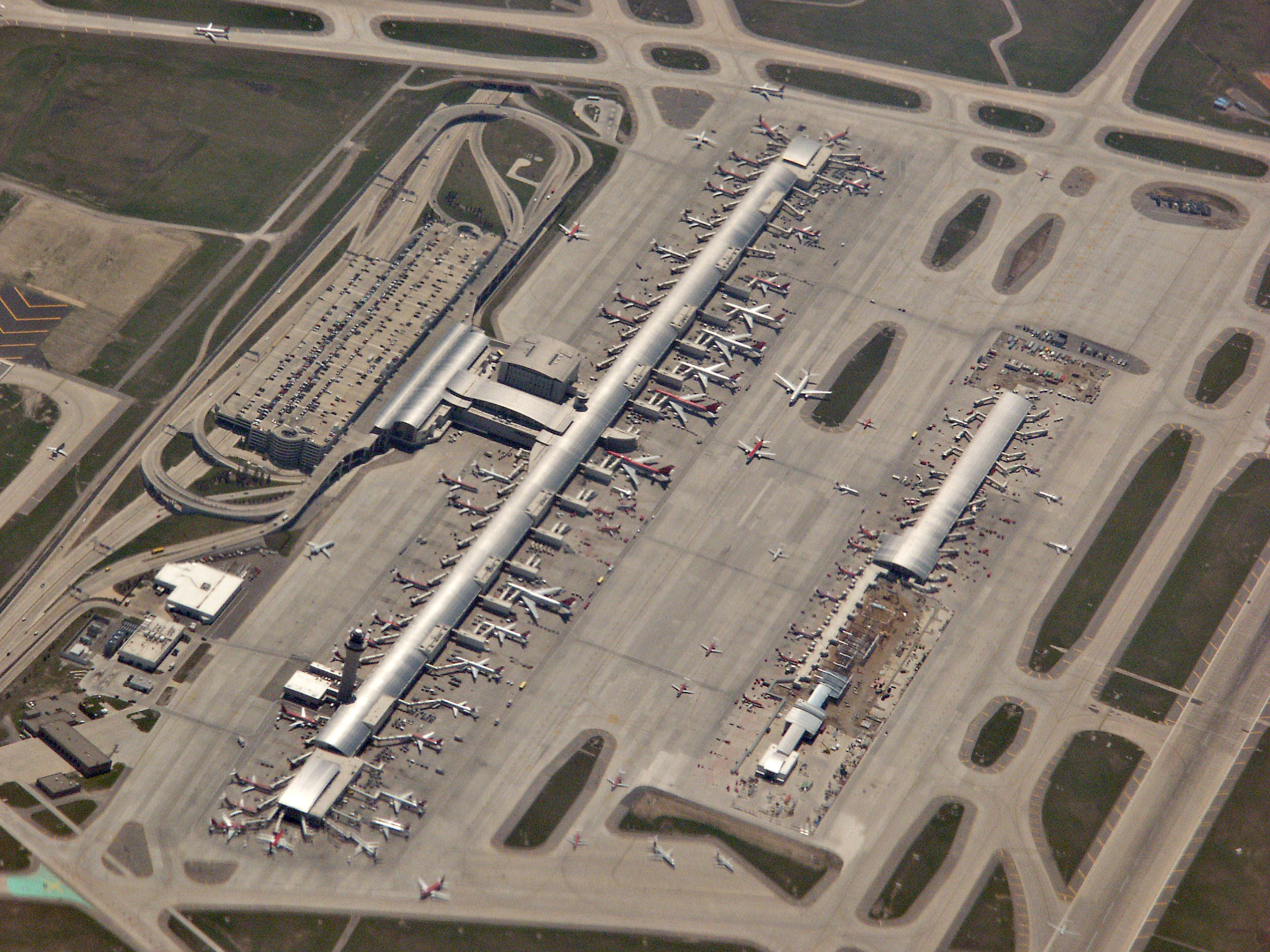
Vista aerea del McNamara Terminal

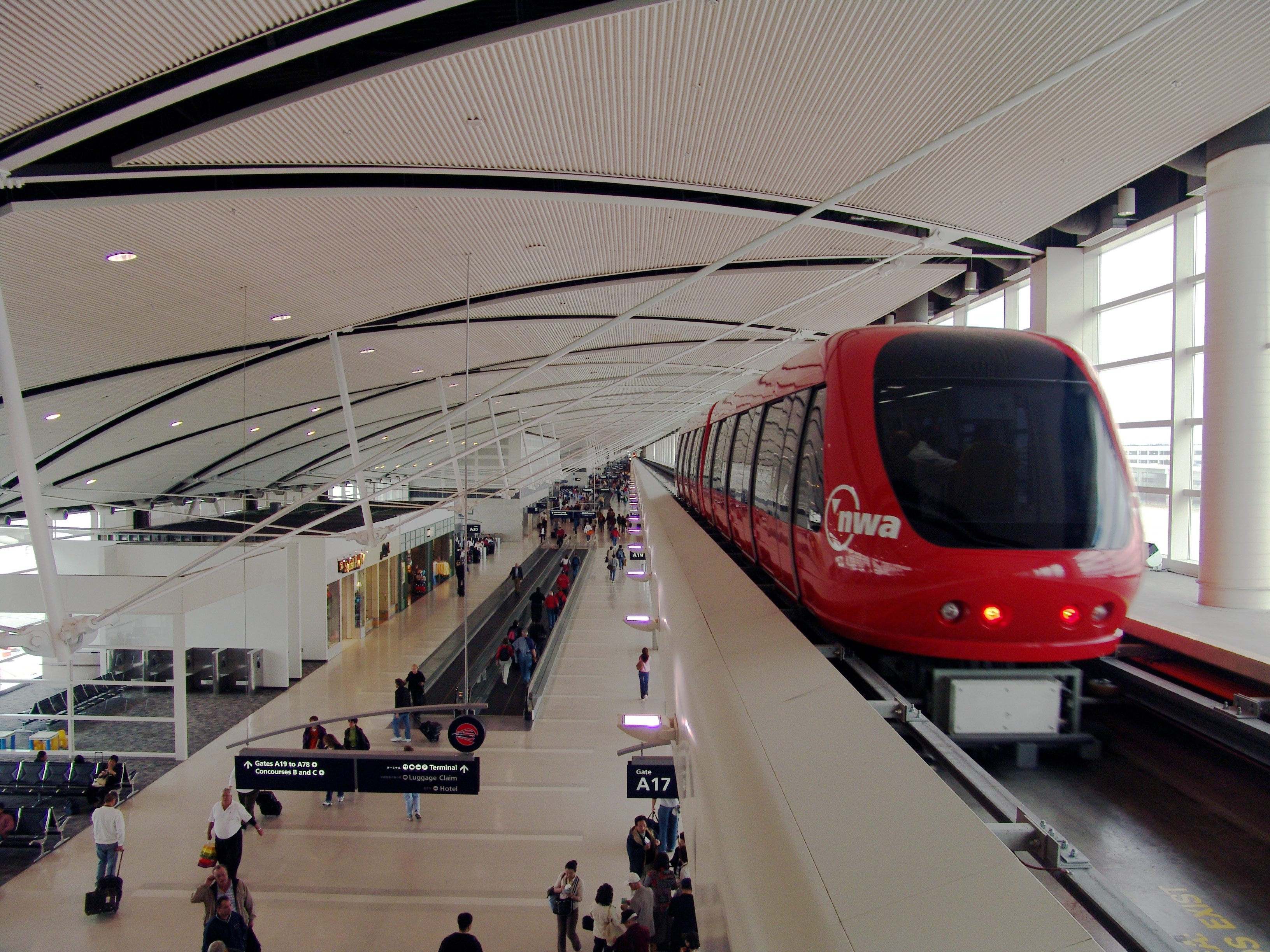
L'ExpressTram, che collega le due estremità del McNamara terminal

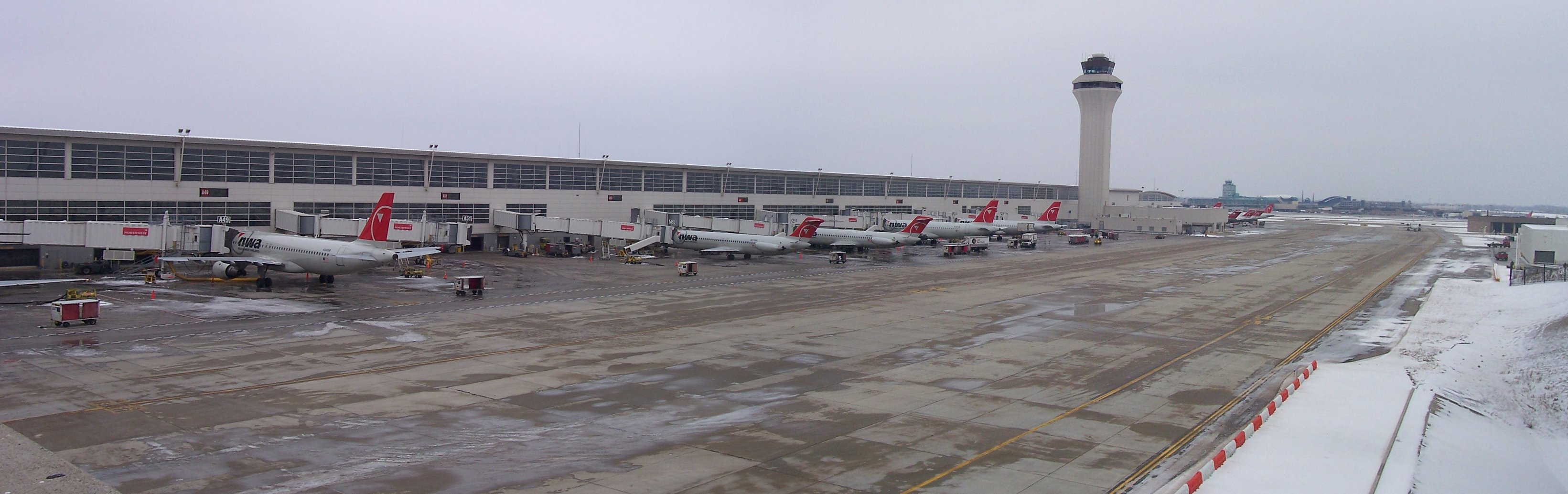
Il Edward H. McNamara Terminal

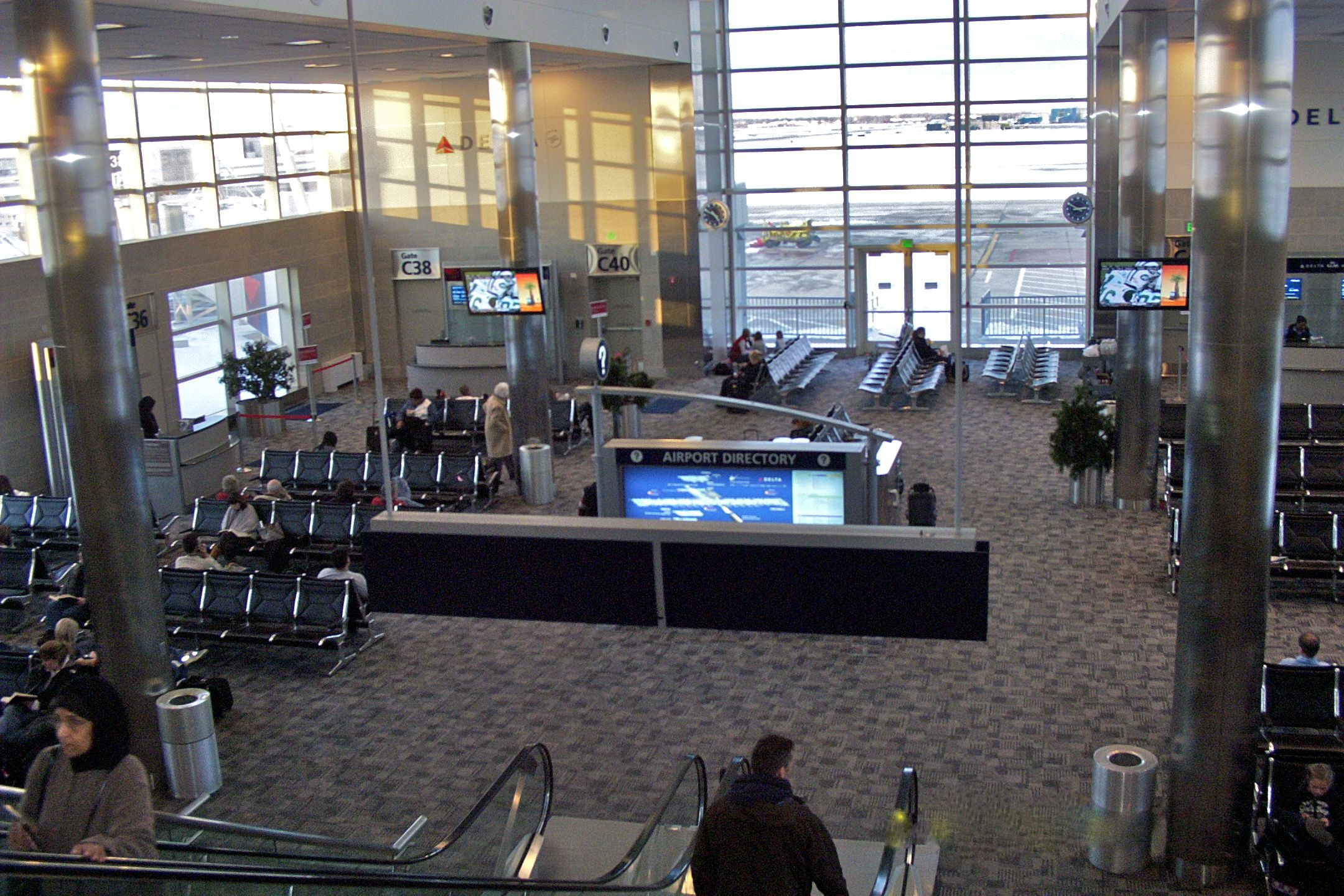
L'atrio C del McNamara Terminal

### Terminal Nord
L'apertura del Terminal Nord avvenne il 17 settembre 2008. Esso ha rimpiazzato i vecchi Berry e Smith Terminal e ospita i vettori non appartenenti all'alleanza SkyTeam. Viene considerato l'atrio D dell'aeroporto, in quanto gli atrii A, B e C costituiscono il McNamara Terminal. L'atrio ha 26 gates, due dei quali sono stati aperti nell'estate del 2009 per accogliere gli aeromobili di lungo raggio. Queste due uscite non potevano essere utilizzate al momento dell'apertura del Terminal, poiché erano troppo vicine al Terminal Smith per poter essere utilizzate. Dopo la demolizione di quest'ultimo e con il trasferimento di tutti i voli al nuovo terminal, anche i due gates fino ad allora inutilizzabili vennero aperti. L'edificio è dotato di quattro lunghi segmenti di tapis roulant al piano delle partenze e di un altro al piano inferiore per i passeggeri internazionali in arrivo.
Il 29 gennaio 2010, il Terminal Nord si è aggiudicato il premio "Build Michigan".

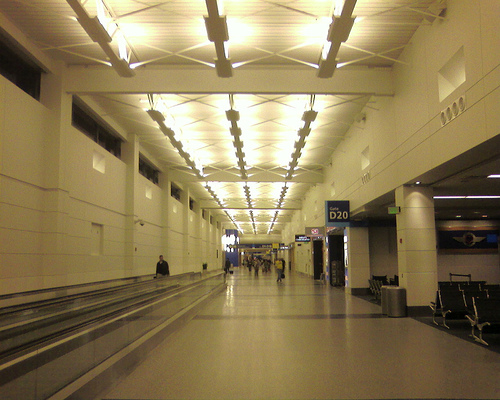
Il Terminal Nord all'interno

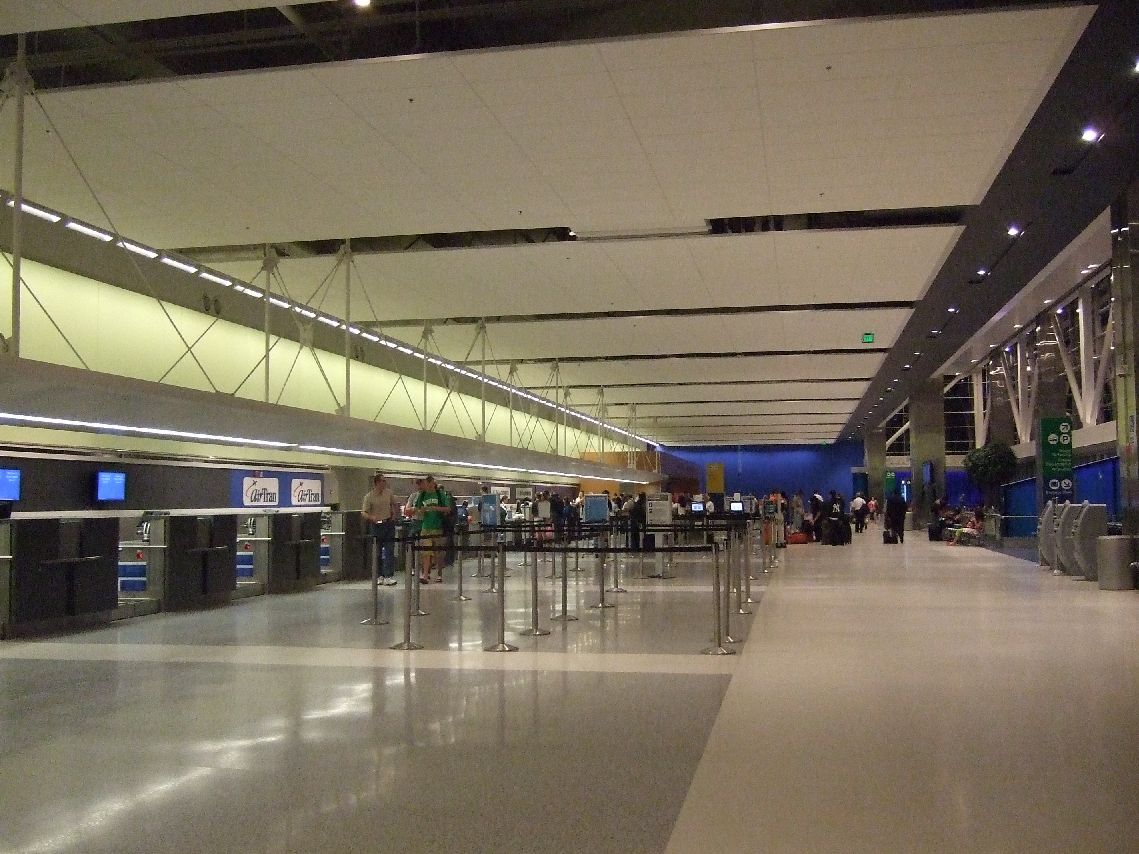
Zona Check-in del Terminal Nord